# ایستگاه راه‌آهن جلفا
ایستگاه راه‌آهن جلفا در جلفا، استان آذربایجان شرقی واقع شده‌است. این ایستگاه تحت مالکیت شرکت راه‌آهن جمهوری اسلامی ایران قرار دارد.